# Raul Barbosa
Raul Barbosa (Fortaleza, 19 de agosto de 1911 – Washington, 16 de agosto de 1975) foi presidente do Banco do Nordeste, governador do Ceará e deputado federal pelo Ceará.

## Biografia
Em 1928, com 17 anos de idade, tornou-se funcionário público estadual. Depois cursou direito na Faculdade de Direito no Ceará e obteve o bacharelado em 1935. Foi em 1938 subprocurador geral do estado e em seguida, Procurador Geral e afinal Procurador Judicial.
Na vida política foi eleito deputado federal para o período 1946 - 1951. Em seguida foi eleito governador do Ceará, de 1951 a 1955, mas deixou o cargo para seu vice, Stênio Gomes da Silva, para tentar a vaga de senador. Depois foi indicado para o cargo de presidente do Banco do Nordeste. Foi indicado também para compor a direção do Banco Interamericano de Desenvolvimento.
Barbosa ajudou a fundar o jornal "O Estado", foi professor da "Escola de Comércio Fênix Caixeiral" (há uma escola com nome em homenagem a ele no município de Jaguaribe, Ceará) e presidente da "Associação dos Promotores Públicos do Estado do Ceará" e recebeu a "Medalha do Mérito Industrial", da Federação das Indústrias do Estado do Ceará (FIEC), em 1974.
Faleceu em Washington, capital dos Estados Unidos, em 16 de agosto de 1975, sendo sepultado em Fortaleza, em 20 de agosto de 1975.